# Sweet Jardim
Sweet Jardim è l'album d'esordio della cantautrice brasiliana Tiê, pubblicato nel 2009 per la Warner Music Brasil. Registrato in stile low-fi, contiene 10 tracce inedite, in cui Tiè oltre ad essere autrice e interprete suona pianoforte e chitarra.
L'album vanta le collaborazioni di Toquinho, Tatá Aeroplano, Gianni Dias, Tulipa Ruiz, Thiago Pethit, Nana Rizinni.

## Tracce
1. Assinado Eu
2. Dois
3. 5º Andar
4. Passarinho
5. Aula De Francês
6. Chá Verde
7. Te Valorizo
8. Stranger But Mine
9. A Bailarina E O Astronauta
10. Sweet Jardim